# Alfred John Tattersall

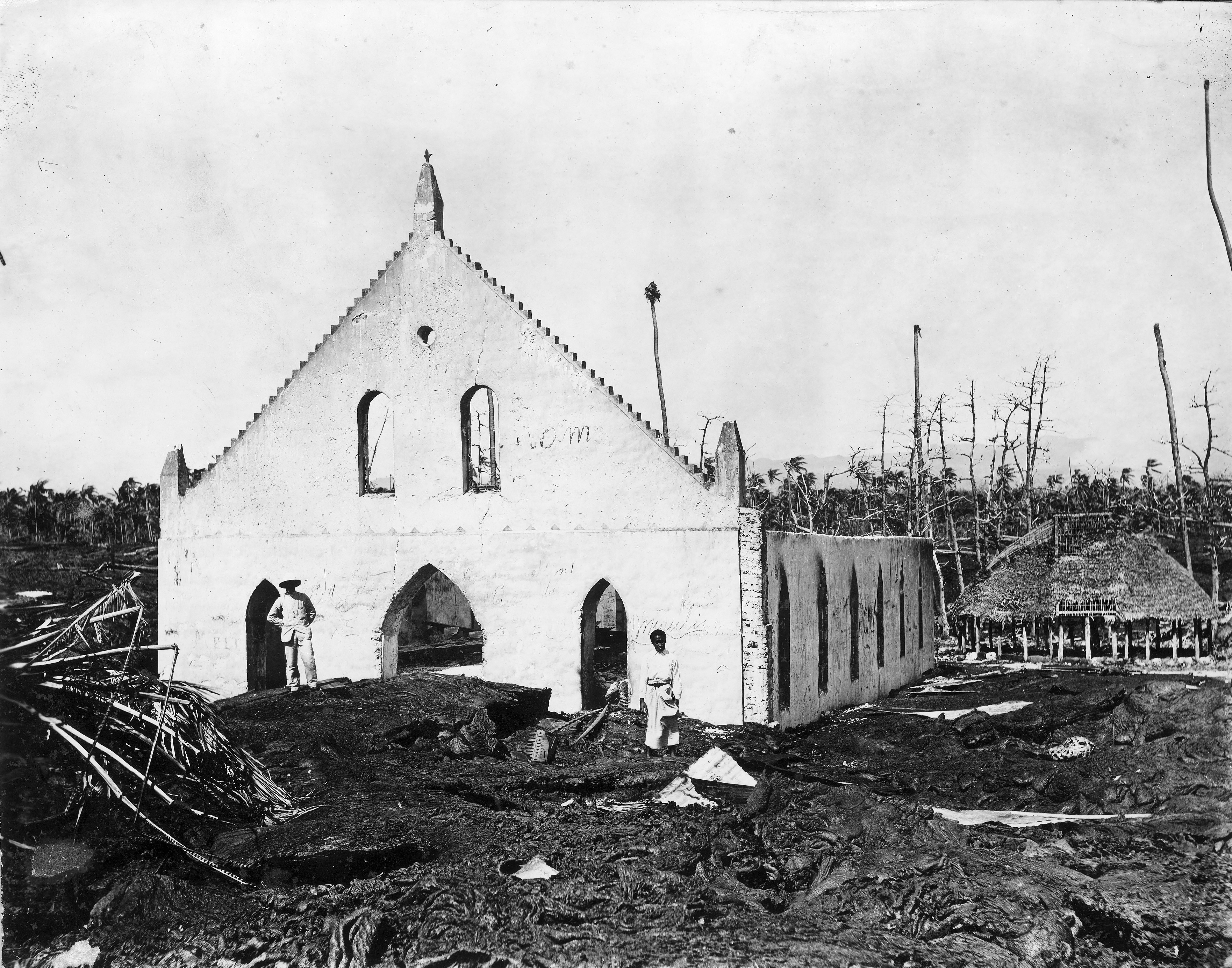
Restos de una iglesia tras la erupción volcánica de Monte Matavanu, 1905.

Alfred John Tattersall (1861 - 1951) fue un fotógrafo neozelandés que realizó su actividad en Samoa aportando documentos fotográficos sobre la vida en las islas a finales del siglo XIX y comienzos del siglo XX.
Estuvo viviendo en Samoa entre 1886 y 1951. Fue primero colaborador de John Davis hasta su muerte, en 1891 se asoció con el fotógrafo neozelandés Thomas Andrew.
Sus trabajos comenzaron en los tiempos en que existía una gran demanda de postales sobre los paisajes y los indígenas de las islas del Sur del Pacífico, sin embargo han contribuido a un mejor conocimiento de la época colonial y entre sus reportajes se pueden destacar los referidos al Movimiento Mau para la independencia de Samoa y la erupción volcánica del Monte Matavanu.
Parte de su obra se encuentra en el Museo de Nueva Zelanda (Te Papa Tongarewa).